# Румунський фронт

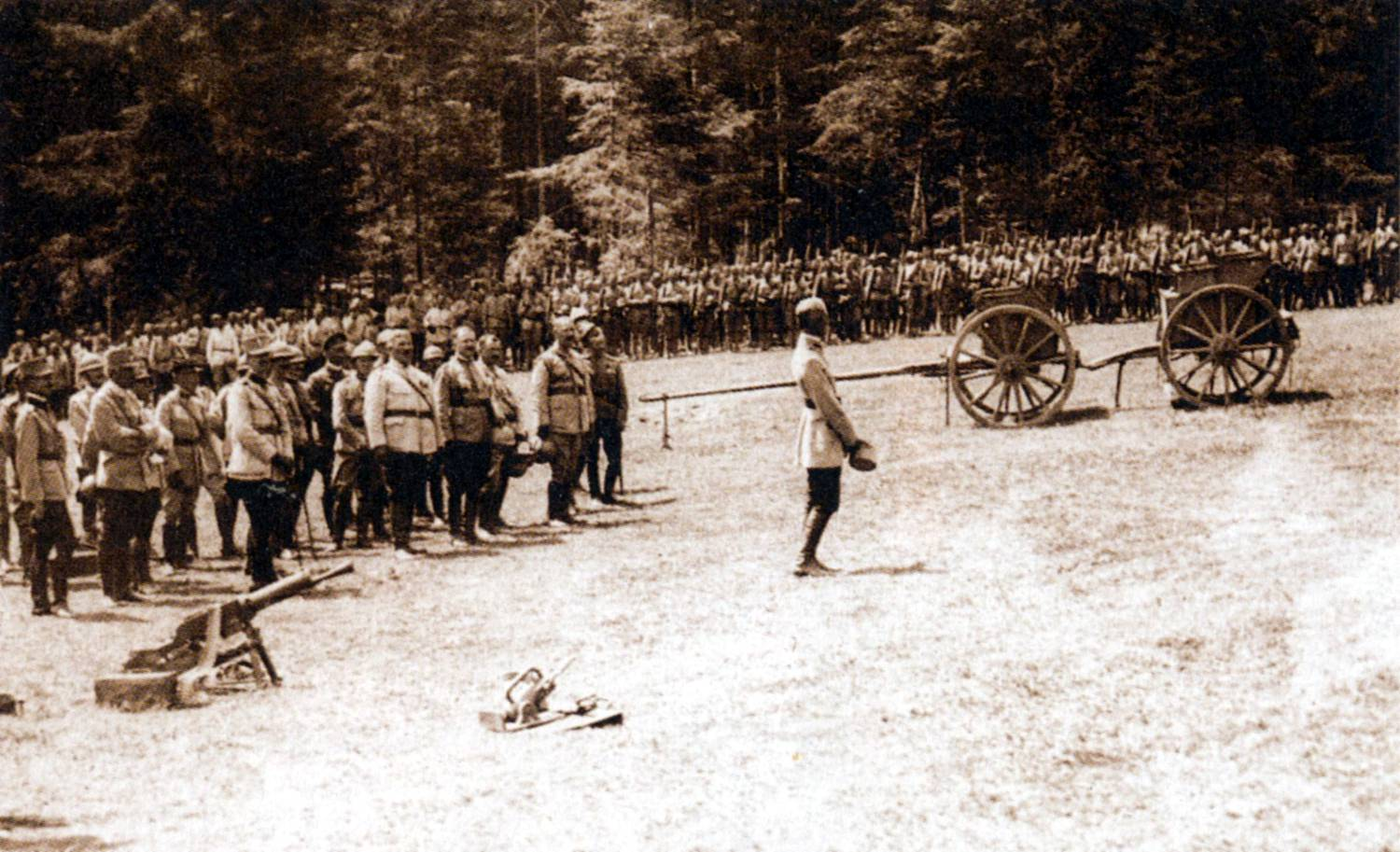
Румунські війська у Мерешешти. Румунський фронт. 1917

Румунський фронт — загальновійськове оперативно-стратегічне об'єднання збройних сил Російської імперії в Першій світовій війні. Утворений 3 (16) грудня 1916 року у зв'язку з розгромом румунської армії військами німецької коаліції, який трапився восени 1916 року.

## Передумови створення фронту
Зі вступом Румунського королівства у Першу світову війну 14 (27 серпня) 1916 року на боці Антанти, ситуація для альянсу не поліпшилася ні на Східному фронті, ні в цілому на усіх фронтах світової війни. Втративши в бойових діях 1916 майже всю свою територію і 250 тис. чол. вбитими, пораненими та полоненими, Румунське королівство практично вибуло з війни. Війська російської імператорської армії, що прийшли на допомогу румунській армії зупинили в грудні 1916 — січні 1917 австро-угорсько-німецьких військ на р. Серет.
Враховуючи становище на південно-східній ділянці фронту було прийнято рішення про створення Румунського фронту російської армії, до складу якого увійшли Дунайська армія, 6-та армія з Петрограду, 4-та армія із складу Західного фронту і 9-та армія із складу Південно-Західного фронту, а також залишки румунських військ.

## Склад сил фронту
У 1917 році чисельність Румунського фронту (4-та, 6-та і 9-та армії, а з 25 червня 1917 року передислокована 8-ма) становила 1007 тисяч вояків, а з тиловими 1500 тисяч солдат і офіцерів, 30 відсотків з яких були українцями.

## Бойові дії Румунського фронту
